# Мак-Донелл
23°41′59″ пд. ш. 132°30′00″ сх. д. / 23.699722° пд. ш. 132.5° сх. д.
Мак-Доннелл (англ. MacDonnell Ranges) — гірський хребет в Австралії, лежить у Північній території.

## Географія

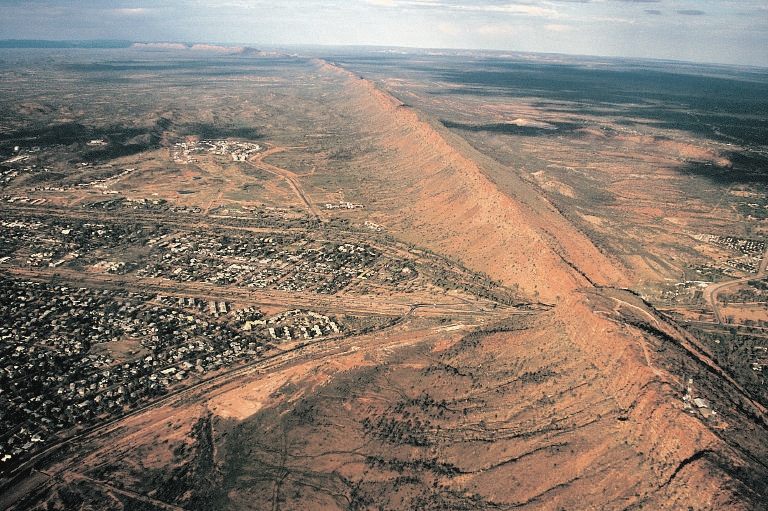
Гірський хребет Мак-Донелл біля міста Аліс-Спрінгс

Мак-Доннелл являє гірське утворення протяжністю близько 644 км у в центральній частині Австралії. Складається з паралельних гірських хребтів, що простяглися на схід та захід від поселення Аліс-Спрінгс, а також численних долин та ущелин. Тому традиційно хребет ділять на дві частини: Східний та Західний Мак-Доннелл. Гори складаються з кількох типів порід, найпоширенішим є червоний кварцит. Крім того, зустрічаються гори та пагорби з граніту, гнейсу, вапняку, аспіду. Вища точка Мак-Доннелла, гора Зіл, сягає 1531 м і водночас є найвищою точкою Північної території.
У горах знаходяться витоки багатьох річок, у тому числі Фінк (найбільша річкова система в центральній частині Австралії), Тодда, Хейла та інших, більшість з яких протікають через вузькі гірські ущелини. Гори Мак-Доннелл є регіоном, який найкраще забезпечений водою в Центральній Австралії.
Клімат регіону посушливий, варіюється залежно від висоти над рівнем моря. Опади влітку, їхній середньорічний рівень становить близько 228 мм.
У горах Мак-Доннелл мешкає велика кількість біологічних видів, що зникають (близько 53), у тому числі 14 видів рослин, 18 видів хребетних тварин і 21 вид безхребетних. У горах також росте 13 ендемічних видів рослин, мешкає 15 ендемічних видів сухопутних змій. У західній частині Мак-Доннелла розташований національний парк.

## Галерея

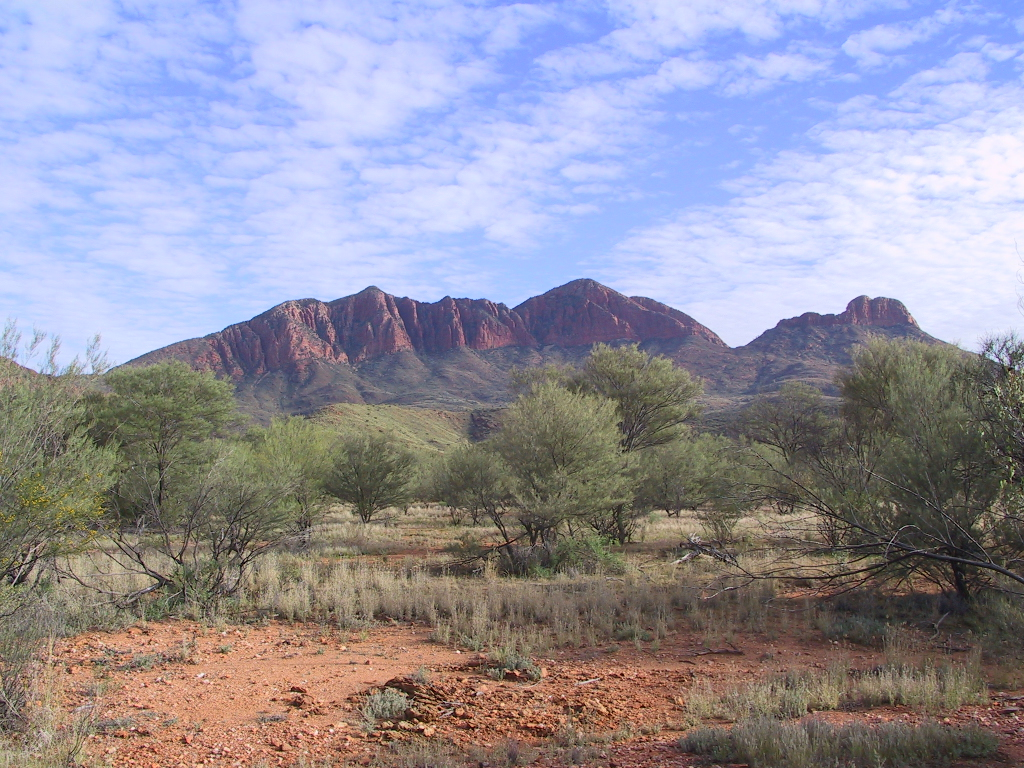
Гора Зондер (1380 м)
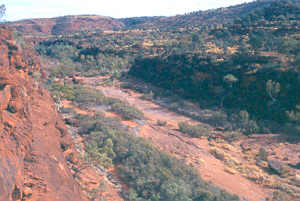
Долина Палм
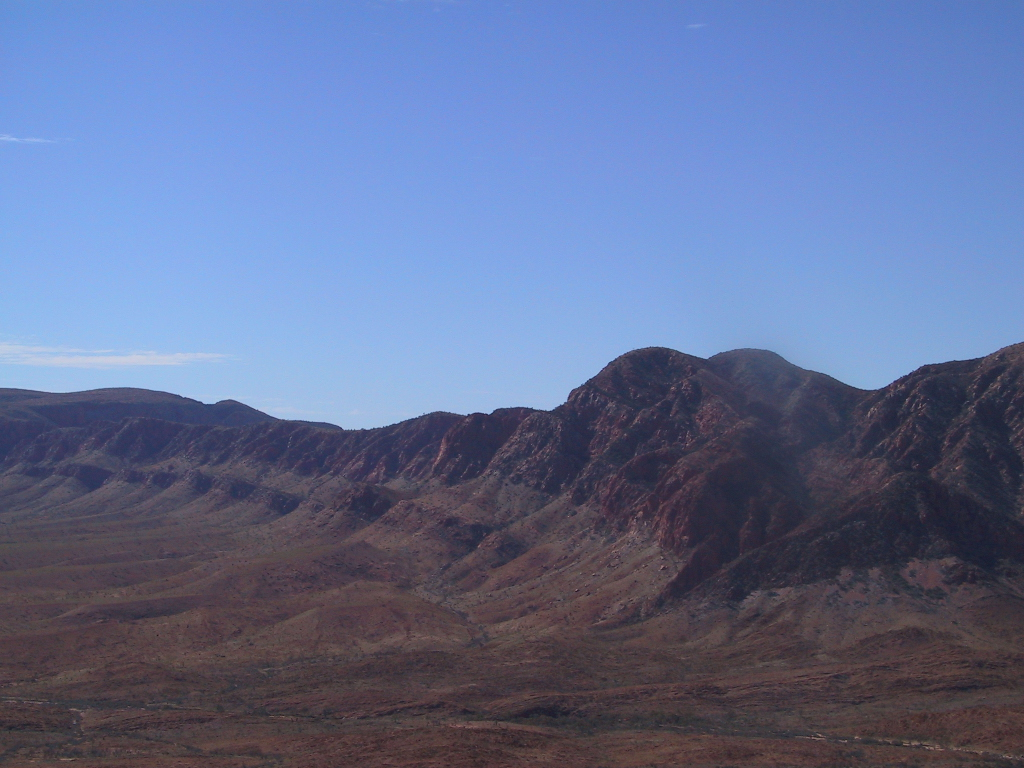
Ormiston Pound
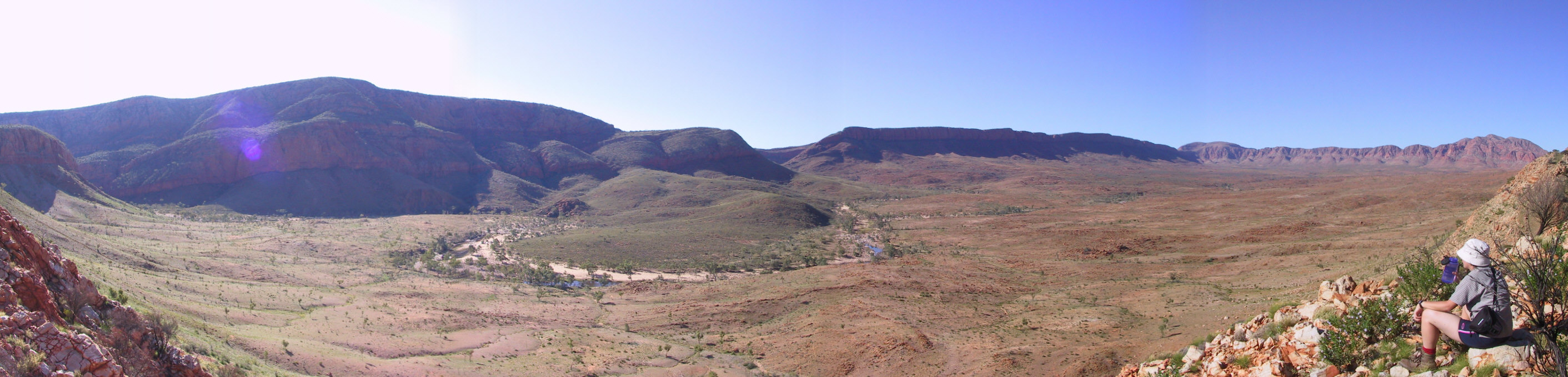
Ormiston Pound і ущелина Ормінстон
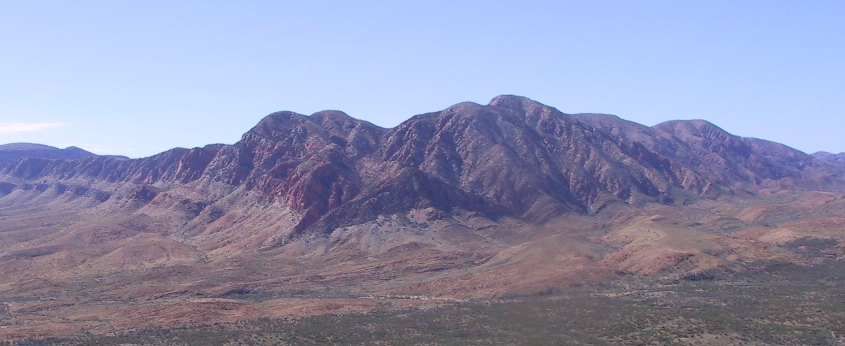
Гора Джайлз (1389 м)
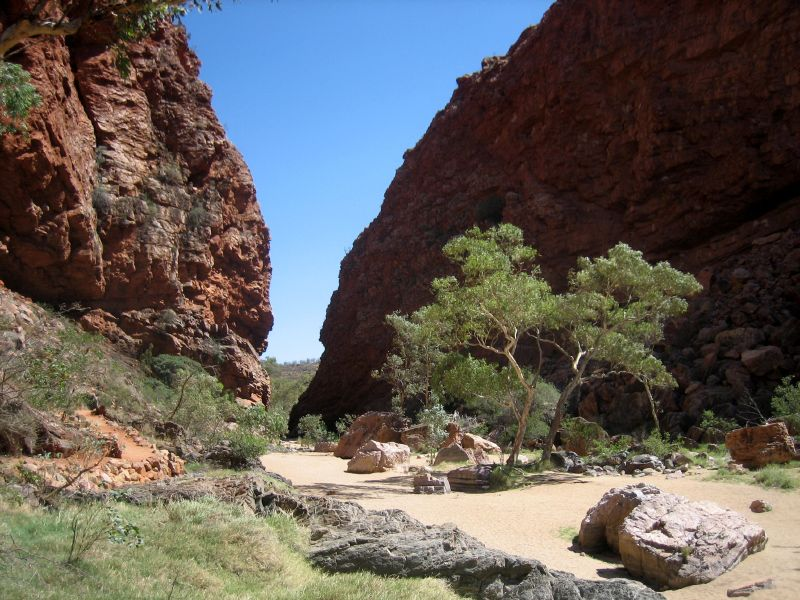
Ущелье Симпсона
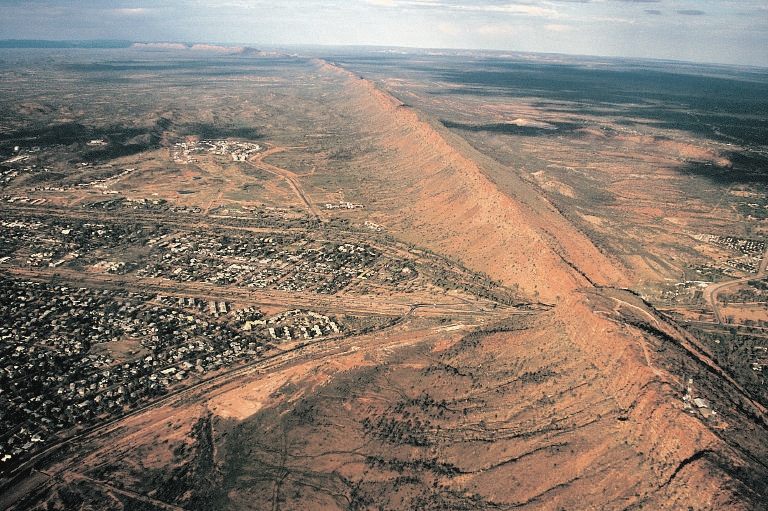
Світлина гірського хребта та Аліс-Спрінгс з повітря
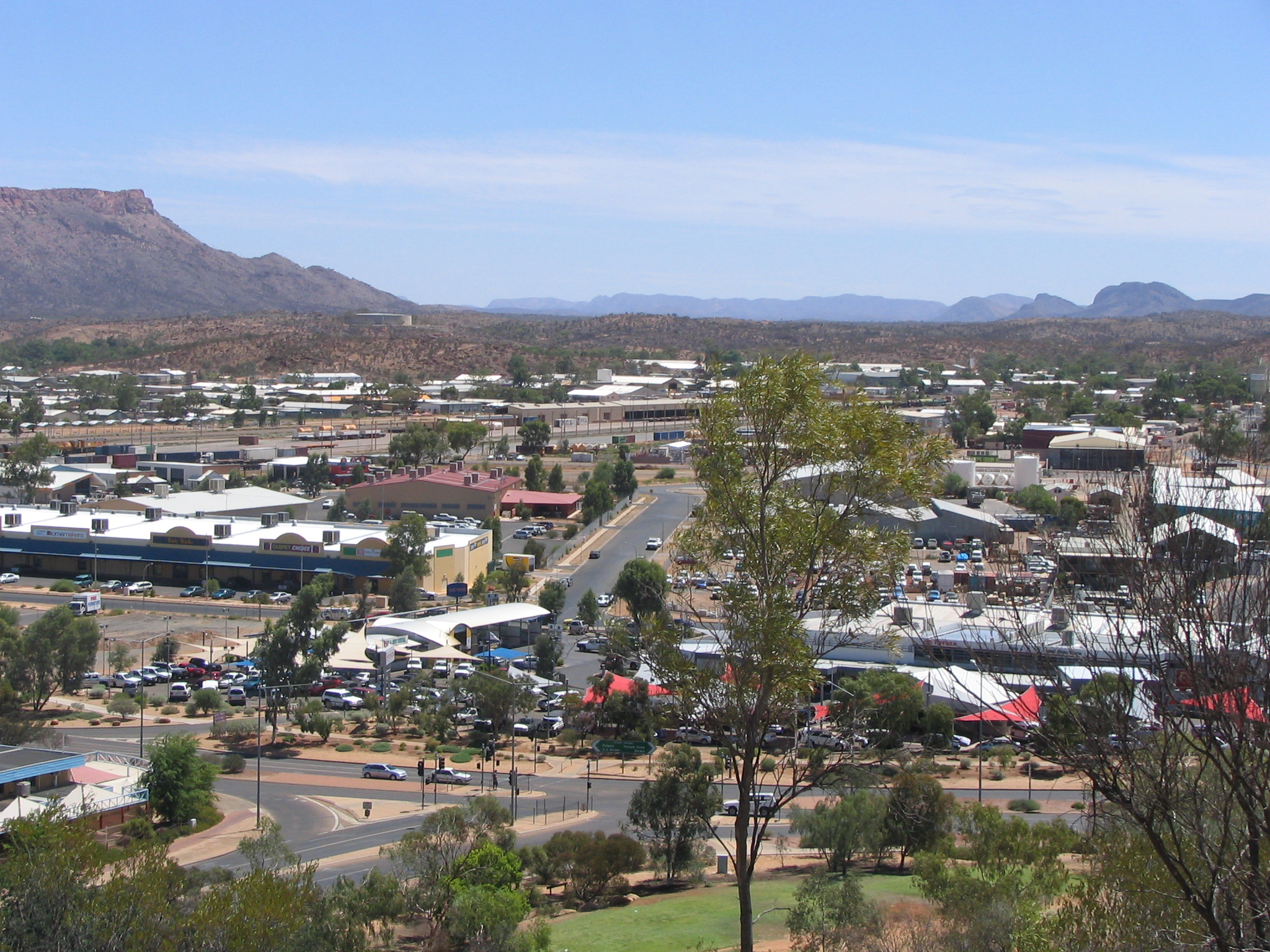
Аліс-Спрінгс

## Інтернет-ресурси
- Arrernte art